# Орден Хреста Витязя
О́рден Хреста́ Ви́тязя (лит. Vyčio Kryžiaus ordinas) — державна нагорода Литовської Республіки. Має п'ять ступенів і медаль ордену.
Орден був заснований 1 квітня 1927 року як о́рден Хреста́ Пого́ні (лит. Vyties kryžiaus ordinas), мав три ступені та два типи — з мечами (для нагородження військових) та без мечей (для нагородження цівільних особ). До 1930 року — вища державна нагорода Литовської Республіки.

## Історія

### Орден Хреста Погоні
|  | § 1 Для відзначення військовослужбовців за особливу відвагу, витримку і кмітливість у військовій службі засновується орден Хреста Погоні. § 2 Орден Хреста Погоні є двох типів: a) перший тип — з мечами; Хрестом Погоні першого типу нагороджуються лише військовослужбовці, що особливо відзначилися у воєнний час на полі битви або, будучи командирами, показали особливу кмітливість і самопожертву, виконуючи або складаючи план операції; b) другий тип — без мечів; Хрестом Погоні другого типу нагороджуються військовослужбовці та цивільні за різні військові заслуги у воєнний і мирний час. § 3 Кожен тип ордена Хреста Погоні має три ступені, третій ступінь вважається нижчим. § 4 Орденами Хреста Погоні третього та другого ступенів I-го і II-го типу нагороджуються офіцери і солдати, а першого ступеня — тільки офіцери. § 5 Ніхто не може бути нагороджений орденом Хреста Погоні вищого ступеня, не маючи нижчого. § 6 Орденом Хреста Погоні можуть бути нагороджені й громадяни іноземних держав за заслуги перед Литвою у військовій області, керуючись §§ 2 и 4 правил. § 7 Орденом Хреста Погоні нагороджує Президент Республіки. § 8 Нагороджені орденом Хреста Погоні вважаються кавалерами цього Ордена. § 9 Подання до нагородження та самі нагородні справи підготовчо розбирає рада ордена Хреста Погоні, кількість членів якої і порядок роботи встановлюється окремим статутом ради ордена Хреста Погоні. § 10 Подання до нагородження орденом Хреста Погоні не зупиняється коли відзначившийся є з честю загиблим або померлим від ран. § 11 Кавалери ордена Хреста Погоні мають право носити Орден як будучи в однострої, так і в цивільному одязі. § 12 Права носіння ордена Хреста Погоні позбавляють лише рішенням суду. § 13 Кавалерам ордена Хреста Погоні першого типу вислуга років до пенсії скорочується на рік за кожну ступінь ордена. § 14 Кавалери ордена Хреста Погоні мають перевагу при занятті місць у державних або муніципальних установах перед іншими рівними кандидатами. § 15 Кавалери ордена Хреста Погоні мають право безкоштовно лікуватися у всіх державних лікувальних установах, якщо хвороба є наслідком військової служби. § 16 Кавалери ордена Хреста Погоні та їхні діти звільняються від плати за навчання в усіх державних та міських навчальних закладах. § 17 Заслуги, за які вручається орден Хреста Пагоні, опис Хреста Погоні, склад ради ордена Хреста Погоні, порядок її роботи та порядок носіння ордена, а також інші правила виконання цього закону встановлюються окремими статутами, затвердженими Президентом Республіки. § 18 Особи, відповідно до Указу Президента Республіки від 2 лютому 1920 року, до виходу цього закону нагороджені орденами Хреста Погоні першого і другого типу, користуються всіма правами і привілеями, встановленими цим законом. § 19 Особи, до видання цього закону, нагороджені 1-м ступенем ордена Хреста Погоні першого і другого типів, вважаються нагородженими не першим, але третім ступенем того ж типу. § 20 Для виконання цього закону Міністр охорони краю видає інструкції і правила. |

### Орден Хреста Витязя
У 1940 році, з початком першої окупації Литви радянськими військами та приєднання її до СРСР, нагороду було скасовано.
15 січня 1991 року орден Хреста Витязя було відновлено Законом «Про відновлення ордена Хреста Витязя» Nr. I-949.
|  | Верховна Рада Литовської Республіки постановляє: 1. Відновити орден Хреста Витязя Литовської Республіки. 2. Орденом Хреста Витязя нагороджуються особи, які відзначилися героїчної відвагою і витримкою захищаючи свободу і незалежність Литовської Республіки. 3. Цей Закон набирає чинності з дня його прийняття. |

## Положення про нагороду
|  | 27 стаття. Нагородження орденом Хреста Витязя 1. Орденом Хреста Витязя нагороджуються особи, що героїчно захищали свободу і незалежність Литви: 1) за особливу твердість духу, кмітливу конспірацію і керівництво, витримку і самопожертву під час збройного або неозброєного опору окупаціям 1940–1990 років, у боротьбі за свободу і незалежність Литви, або під час ув'язнення та інших репресій; 2) за особливу рішучість, самопожертва і вірність обов'язкам, відновлюючи Литовську державність в 1988–1990 роках; 3) усуваючи небезпеку Литовській державності або цілісності після 11 березня 1990 року. 2. Цим орденом також можуть бути нагороджені героїчно загиблі, та особи після смерті. 3. Орденом Хреста Витязя також нагороджують: 1) за особливі подвиги, здійснені в бойових умовах; 2) за дуже кмітливе керівництво бойовими операціями підрозділів охорони краю; 3) за особливу хоробрість і твердість духу захищаючи територію краю, охороняючи державний кордон, важливі державні, господарські та інші цивільні об'єкти; 4) за виняткову хоробрість ліквідуючи екологічні катастрофи, стихійні нещастя, наслідки аварій та відзначення при інших особливих обставинах, коли життю загрожує небезпека; 5) за особливу відвагу і витримку захищаючи громадський порядок, успільний спокій і громадянські права і свободи; 6) за героїзм самопожертву, виконуючи державні завдання при важких обставинах, і перебуваючи у великій небезпеці; 7) за дуже значущі для охорони краю вчені роботи; 8) за дуже значущі проекти організації охорони краю. 28 стаття. Структура ордена Хреста Витязя 1. Орден Хреста Витязя має п'ять ступенів. 2. Знаками ордена Хреста Витязя є: Великий хрест, Великий Командорський хрест, Командорський хрест, Офіцерський хрест і Лицарський хрест. 3. Великий хрест ордена Хреста Витязя складає: 1) хрест — срібний, подвійний, 50 мм заввишки і 30 мм завширшки, покритий чорною, а його краї — білою емаллю. У середині лицьової сторони — білий Витязь на червоному щиті. За щитом — схрещені золоті мечі. На зворотній стороні — напис «За відвагу» і рік заснування ордена Хреста Витязя «1919». 2) зірка — срібна, дев'ятипроменева, 85 мм діаметром. В її центрі — зменшений орден Хреста Витязя; 3) стрічка — червоного муару, 100 мм завширшки (жінкам — 65 мм завширшки), з чотирма чорними смужками по краях. 4. Великий Командорський хрест ордена Хреста Витязя складає: 1) хрест — як Великий хрест; 2) зірка — як Великого хреста; 3) стрічка — як стрічка Великого хреста, тільки шириною 40 мм. 5. Командорський хрест ордена Хреста Витязя складає: 1) хрест — як Великий хрест; 2) стрічка — як стрічка Великого хреста, тільки шириною 40 мм. 6. Офіцерський хрест ордена Хреста Витязя складає: 1) хрест — як Великий хрест, тільки 42 мм у висоту і 25 мм в ширину; 2) стрічка — як стрічка Великого хреста, тільки шириною 32 мм, з двома срібними дубовими гілочками. 7. Лицарський хрест ордена Хреста Витязя складає: 1) хрест — як Великий хрест, тільки 42 мм у висоту і 25 мм в ширину; 2) стрічка — як стрічка Великого хреста, тільки шириною 32 мм, з однією срібною дубовою гілочкою. 30 стаття. Позбавлення ордена Хреста Витязя Президент Республіки може позбавити ордена і медалі Хреста Витязя в таких випадках: 1) коли нагороджений засуджений судом за тяжкий злочин; 2) коли особа вчиняє проступок, який порочить ім'я нагородженого. |

## Елементи художнього оформлення

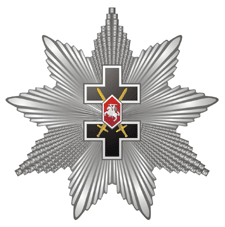
Зірка ордена
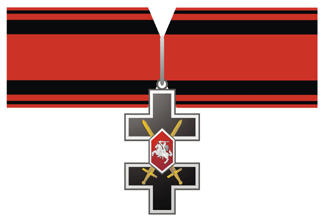
Знак ордена
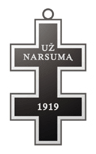
Зворотна сторона знака ордена

## Знаки ордена
| Великий хрест                                       | Великий хрест, для нагородження жінок | Великий командорський хрест                 |
| --------------------------------------------------- | ------------------------------------- | ------------------------------------------- |
|                                                     |                                       |                                             |
|                                                     |                                       |                                             |
|                                                     |                                       |                                             |
| Великий командорський хрест, для нагородження жінок | Командорський хрест                   | Командорський хрест, для нагородження жінок |
|                                                     |                                       |                                             |
|                                                     |                                       |                                             |
|                                                     |                                       |                                             |
| Офіцерський хрест                                   | Лицарський хрест                      | Медаль ордена                               |
|                                                     |                                       |                                             |
|                                                     |                                       |                                             |

## Нагородження орденом
Орденом Хреста Погоні з мечами та без мечів були нагороджені багато видних литовських військових та державних діячів, а також військовослужбовці та партизани. Кавалерами ордену були й іноземні громадяни та керівники держав. Одними з перших нагородженних орденом Хреста Погоні були король Італії Віктор Еммануїл III і прем'єр-міністр Беніто Муссоліні. Згодом, цієї нагороди був удостоєний бельгійський король Альберт I, чехословацький президент Томаш Масарик, німецький президент Пауль фон Гінденбург. 1-м ступенем ордена Хреста Погоні в Литві були нагороджені лише три особи.
Орден Хреста Погоні 1-го ступеня, з мечами
- Генерал Сільвястрас Жукаускас (1927);
- Президент Антанас Смятона (1927);

Орден Хреста Погоні 1-го ступеня, без мечів
- Прем'єр-міністр, професор Аугустінас Вольдемарас (1928).

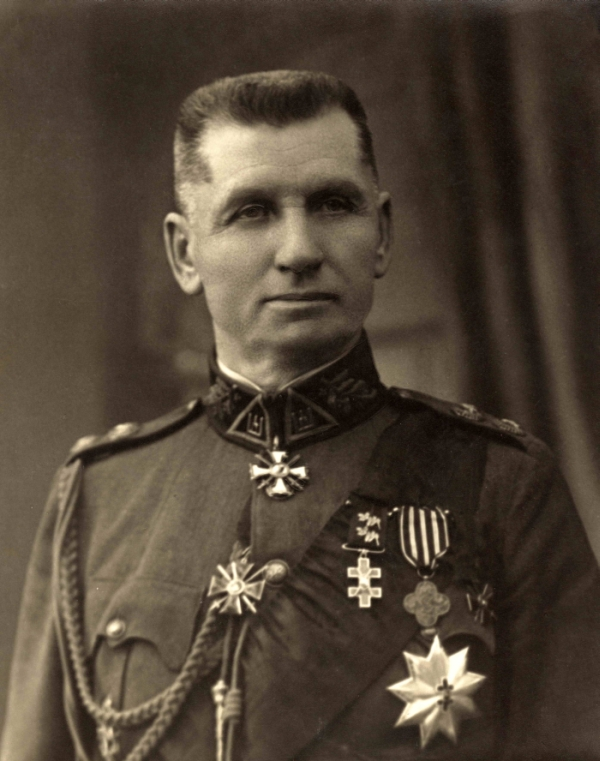
Командувач Військом Литовським, генерал Сільвястрас Жукаускас
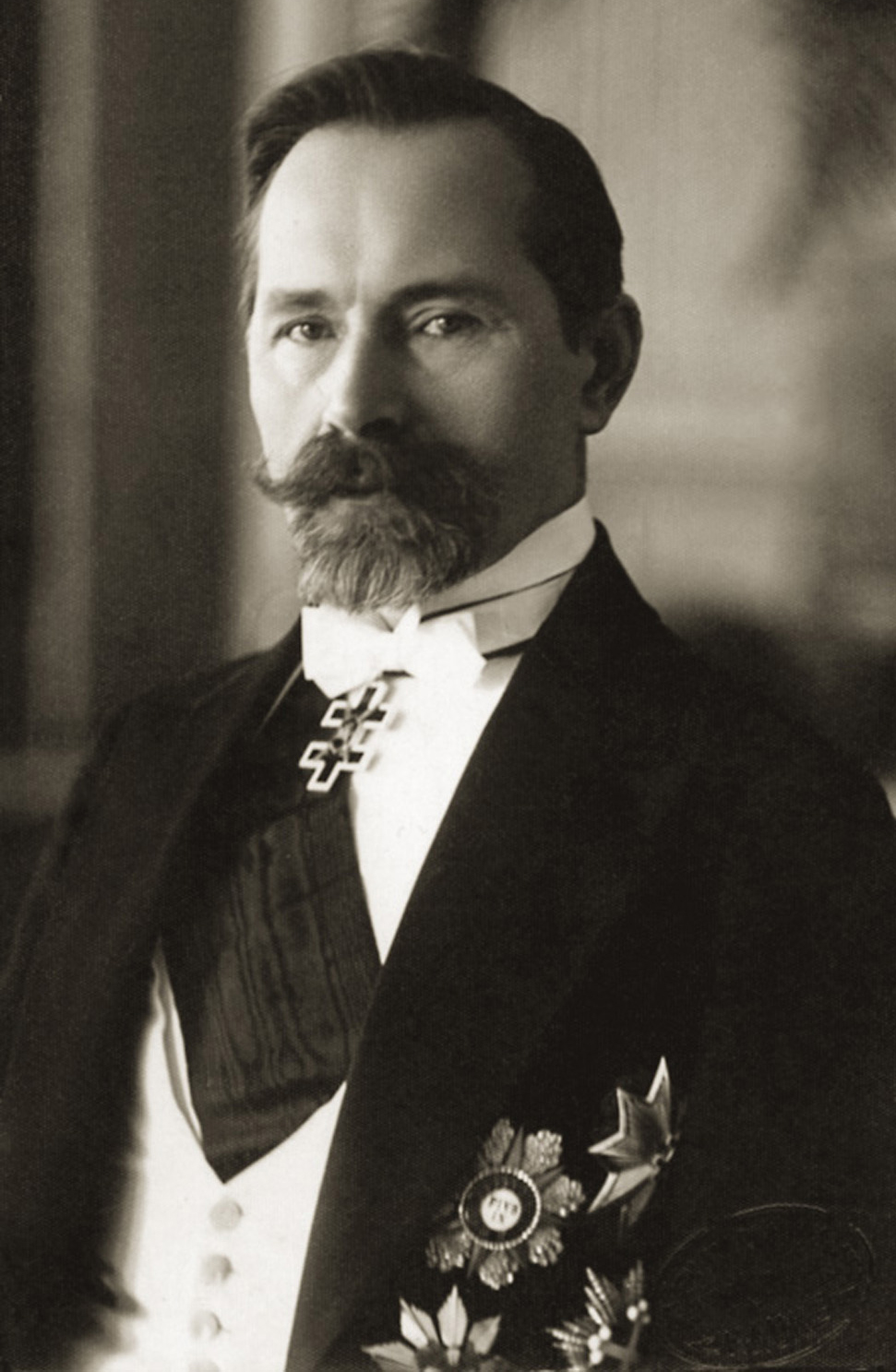
Президент Литовської Республіки Антанас Смятона

База даних осіб, нагороджених орденом Хреста Витязя доступна на сторінці Президента Литовської Республіки.